# Saint-Denis (Yonne)
Saint-Denis település Franciaországban, Yonne megyében. Lakosainak száma 624 fő (2022. január 1.). Saint-Denis Villeperrot, Sens, Courtois-sur-Yonne, Cuy, Saint-Clément, Saint-Martin-du-Tertre, Soucy és Villenavotte községekkel határos.

## Népesség
A település népessége az elmúlt években az alábbi módon változott:
| Lakosok száma | 737  | 768  | 792  | 723  | 687  | 650  | 640  | 628  | 624  |
|               | 2013 | 2015 | 2016 | 2017 | 2018 | 2019 | 2020 | 2021 | 2022 |